# Środowiskowe Laboratorium Ciężkich Jonów Uniwersytetu Warszawskiego

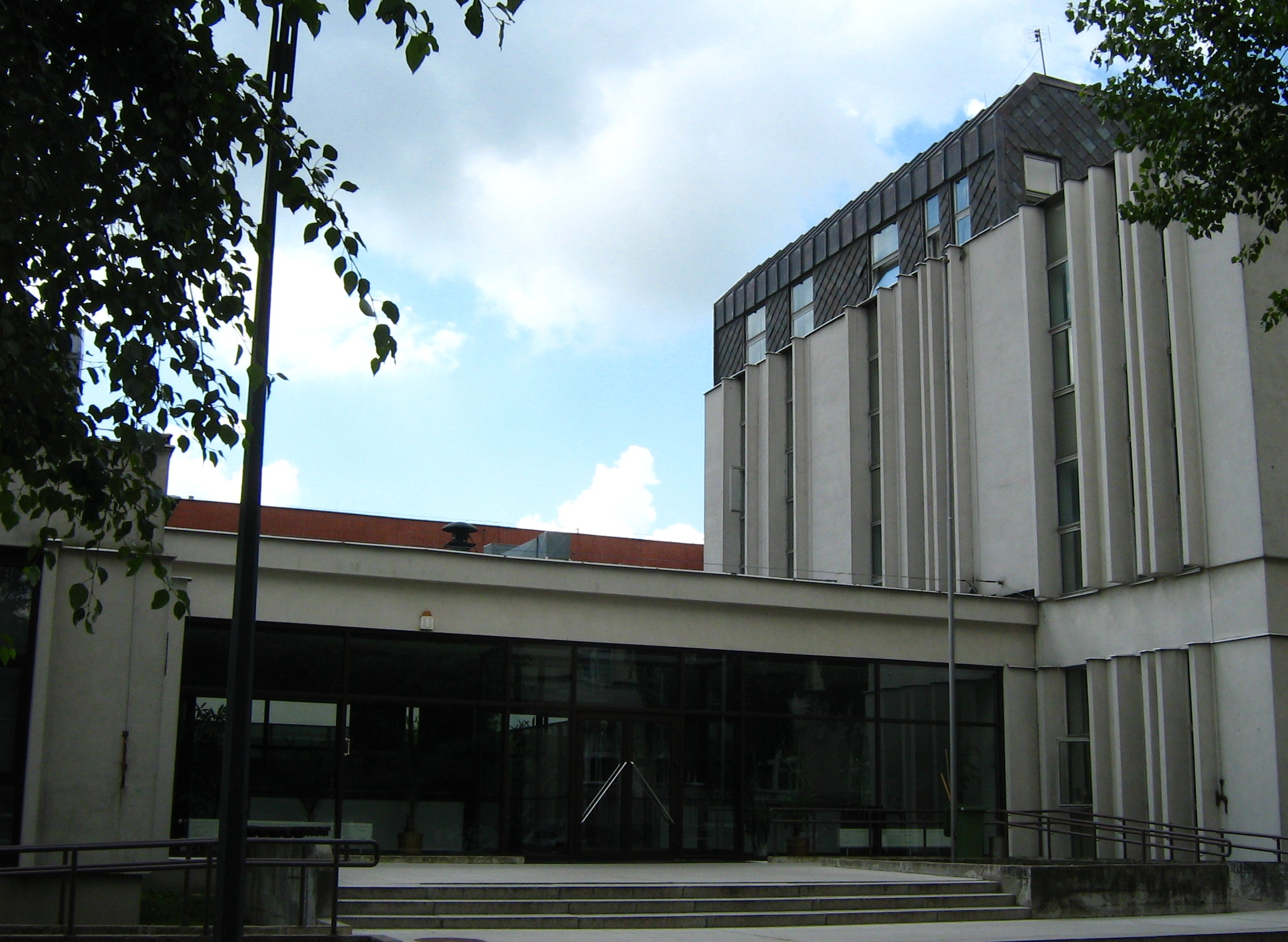
Siedziba Środowiskowego Laboratorium Ciężkich Jonów przy ul. Pasteura 5a

Środowiskowe Laboratorium Ciężkich Jonów (ang.: Heavy Ion Laboratory) − jednostka Uniwersytetu Warszawskiego. Ma siedzibę w Kampusie Ochota przy ul. Pasteura 5a.
Laboratorium zostało utworzone w 1979 roku jako wspólny projekt Ministerstwa Edukacji, Polskiej Akademii Nauk oraz Państwowej Agencji Atomistyki.

## Cyklotron
Laboratorium dysponuje cyklotronem ciężkich jonów, rozpędzającym wiązki jonów do energii od 2 do 10 MeV na nukleon.

## Władze
- Dyrektor: dr Paweł Jan Napiorkowski
- Zastępca dyrektora: dr hab. Leszek Próchniak
- Zastępca dyrektora: dr Jarosław Choiński
- Przewodniczący Rady: prof. Adam Maj